# Ducati 999
La Ducati 999 è una motocicletta del tipo superbike, prodotta dall'omonima azienda italiana, tra la fine di luglio 2002 e il 2006.
Questa moto aveva il difficile compito di sostituire la Ducati 998, a sua volta erede della 996 e 916; tutte moto concepite per correre nel Campionato mondiale Superbike, dove ottennero numerosi successi, sia nelle gare singole che nella vittoria finale del titolo.
Anche la 999 venne concepita per essere utilizzata nella stessa maniera e tra il 2003 e il 2007 vinse tre campionati mondiali piloti e tre campionati costruttori.

## Descrizione

### Meccanica
Sotto questo aspetto la moto non presentò grosse rivoluzioni rispetto al passato.
Abbandonato il plurivittorioso motore Desmoquattro della serie 748/916/996, la Ducati ha optato per l'affinamento del Testastretta già montato sulla 998 e sulla 996R.
L'impostazione meccanica rimase invariata, ossia distribuzione a 4 valvole per cilindro, a comando desmodromico azionata da cinghie dentate come da tradizione Ducati. Il motore era sempre raffreddato a liquido, ed utilizzava l'iniezione elettronica di benzina sviluppata dalla Magneti Marelli.
I principali interventi furono concentrati sul sistema di alimentazione (la 999 fu una delle prime moto di serie sulla quale si sfruttò la pressione dell'air box per aumentare la potenza) e sui condotti di scarico. Al pari della 998, gli scarichi erano posizionati immediatamente sotto la coda della moto. Soluzione benefica ai fini aerodinamici, ma molto fastidiosa per il pilota e il passeggero, che nonostante la protezione termica, subivano parecchio il calore emanato da questi dispositivi.
La potenza dichiarata da Ducati per i primi modelli della 999 (dai 124cv del modello "base", ai 136 della versione S che adottava bielle in titanio, ai 140cv della versione R che beneficiava di pistoni con alesaggio 104 e corsa differente per una cilindrata di 999cc). Gli ultimi modelli avevano  una potenza dichiarata maggiore ma questo anche dovuto al fatto che fosse rilevata all'albero e non più alla ruota.
Le versioni da competizione, invece, sviluppavano potenze di 189cv e 194cv secondo quanto dichiarato dalla casa.

### Ciclistica
Alla ricerca di miglior maneggevolezza e guidabilità il telaio venne praticamente riprogettato. Tuttavia anche questa moto rimaneva fedele alla filosofia Ducati, del telaio a traliccio tubolare in acciaio, in luogo del doppio trave in alluminio tipico delle case giapponesi.
A rompere i legami con il passato ci pensa il forcellone bibraccio, montato sulla 999 in sostituzione dello splendido monobraccio della 916. Questo componente è stato poi completamente rivisitato sulle 999 prodotte dal 2005 in avanti sia per motivi estetici che per motivi tecnici.
Ulteriori novità apparse sulla serie 749/999 sono state le pompe di freno e frizione semi-radiali e la possibilità di spostare il perno del forcellone sul motore.

### Linea e aerodinamica

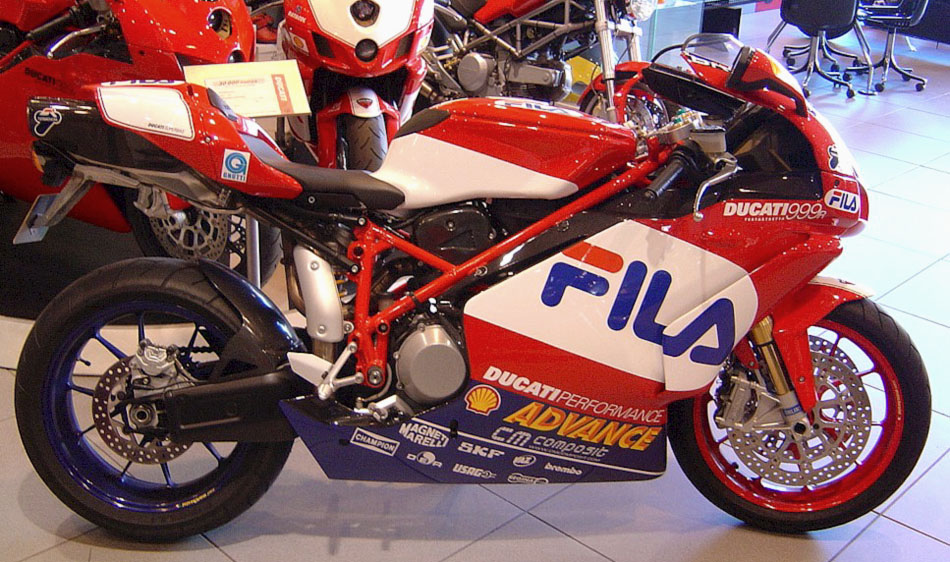
La Ducati 999R "Fila" colorata appunto con la livrea del team ufficiale. Questa moto vinse il campionato del mondo al suo esordio

La carena e tutte le parti della carrozzeria della 999 sono completamente differenti rispetto a quelle dei modelli precedenti, che conservavano tutti una certa familiarità tra di loro.
Questo progetto, sviluppato in collaborazione con l'ingegnere meccanico Massimo Tamburini, è stato affidato a Pierre Terblanche, che ha curato l'estetica di praticamente tutti i modelli Ducati realizzati nel primo decennio del XXI secolo.
L'aspetto è molto teso, spigoloso e muscoloso, ma altrettanto elegante e trasmette subito una sensazione di potenza e agilità.
È decisamente in linea coi canoni estetici delle moto della sua epoca, che tendono a un disegno ricco di spigoli, ma al tempo stesso molto originale, grazie all'impiego di soluzioni insolite come le prese d'aria del cupolino, richiamo forse a modelli del passato quali la Ducati 851 e la Ducati 888.
È molto innovativa tutta la parte anteriore, in particolar modo la fanaleria, ma anche la posteriore, con una grossa camera d'espansione impiegata per lo scarico.
Per quanto futuristiche, queste idee non sono state riprese su altri mezzi, ma hanno comunque garantito alla 999 una certa esclusività.
Tuttavia, per la sua erede, la Ducati 1098, si è optato per un progetto un po' meno "vistoso", anche se la meccanica è similare.
Le avanzate e quasi avveniristiche soluzioni aerodinamiche dei modelli 749/999 sono state probabilmente dettate anche dalle modifiche del regolamento Superbike che dal 2003 ha consentito alle case giapponesi di schierare nel campionato le proprie moto di maggiore cilindrata. La Ducati si è così trovata costretta a lavorare pesantemente su aspetti solitamente trascurati come la guidabilità e l'aerodinamica (continuando il lavoro iniziato con la 998) per sopperire alle carenze di un motore ormai ai limiti dello sviluppo nel tentativo di competere con le plurifrazionate di pari cilindrata.
I risultati possono comunque considerarsi soddisfacenti visto che sia la 749 sia la 999 hanno più volte sfiorato se non addirittura superato i record di velocità delle rispettive categorie.

## Campionato Mondiale Superbike

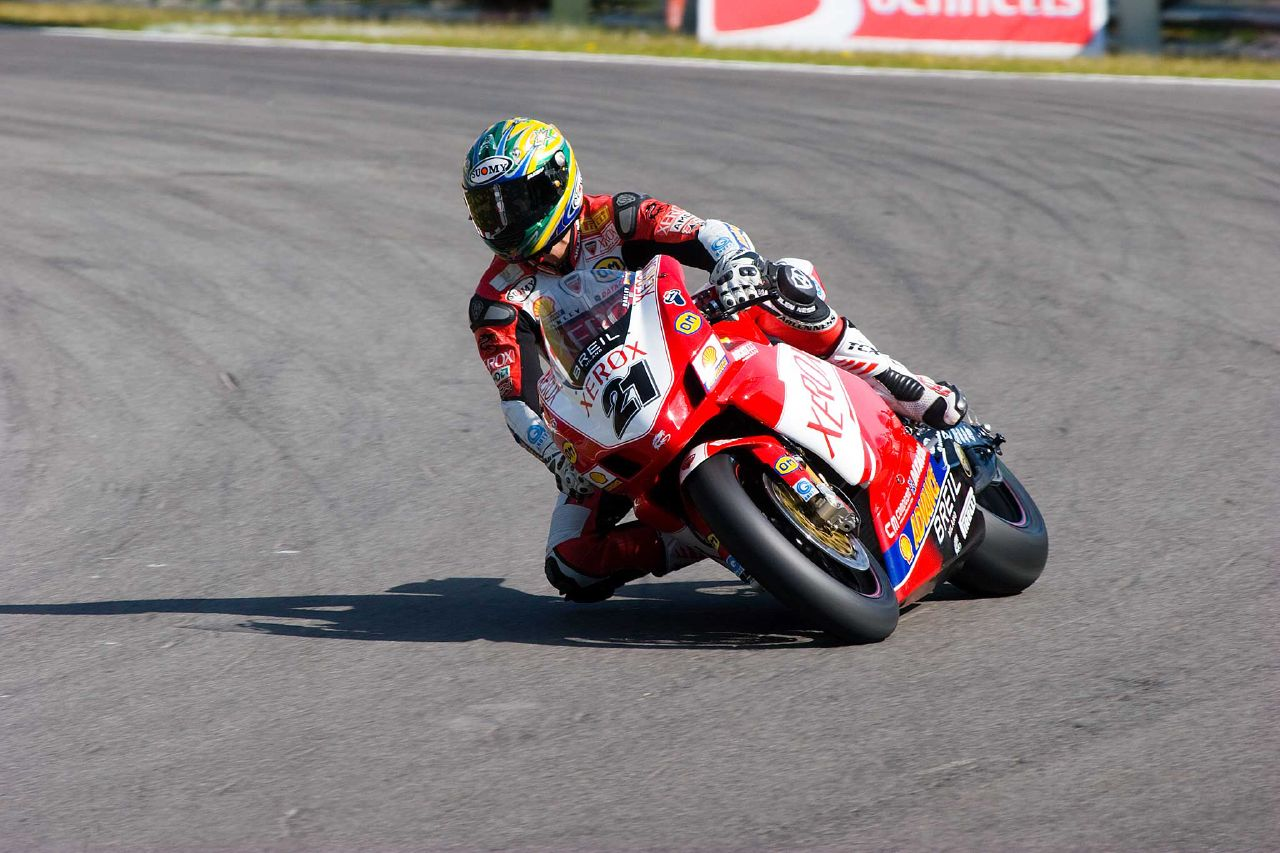
Troy Bayliss guida la 999F07, nel Mondiale Superbike 2007

Al contrario di quasi tutte le sue concorrenti, la 999 è stata concepita e progettata con l'intento di vincere nel mondiale Superbike, massima espressione del motociclismo sportivo per moto di serie. A questo proposito è significativo notare come la 999R sia stata sviluppata in pista dai piloti ufficiali Ducati e solo successivamente sia stata adattata all'utilizzo stradale.
La prima apparizione della 999 nel mondiale superbike risale alla stagione 2003, portata in pista dalla squadra ufficiale Ducati Fila. Nonostante fosse la stagione d'esordio per le nuove moto di Borgo Panigale, Neil Hodgson e Rubén Xaus monopolizzano il campionato. Il pilota inglese vince ben 13 gare (di cui 9 consecutive) aggiudicandosi il titolo piloti. Numerosi i successi anche del compagno di squadra che chiude secondo a fine stagione.
Nel 2004 il team ufficiale decide di cambiare piloti, e le nuove 999F04 vengono affidate all'inglese James Toseland e al francese Régis Laconi. La stagione si rivela nuovamente trionfale e la Ducati si aggiudica il titolo piloti (con Toseland) e il titolo costruttori.
Molto buone anche le prestazioni delle 999RS affidate ai team privati: complessivamente sono ben 7 le gare vinte da Noriyuki Haga e Garry McCoy.

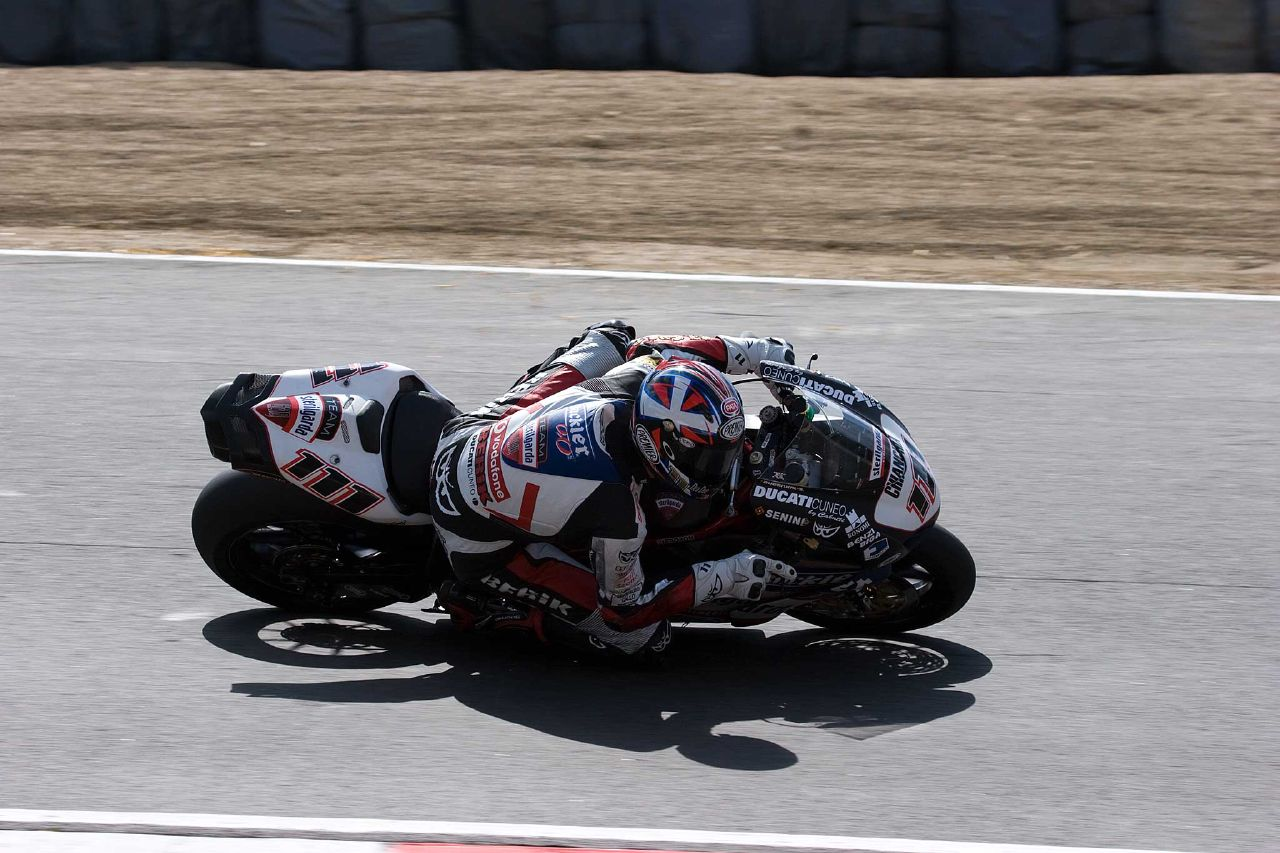
Ruben Xaus nel 2007 con la Ducati 999 F06 del Team Sterilgarda

Dopo una stagione in ombra, la rinnovata 999F06 si ripropone ai vertici con la vittoria di Troy Bayliss nel mondiale 2006. L'australiano vince in scioltezza, collezionando 12 successi e consentendo alla casa di Borgo Panigale di aggiudicarsi il mondiale costruttori.
L'ultimo anno di corse in ambito mondiale della Ducati 999 è il 2007.
Nonostante i numerosi successi di Bayliss (7 vittorie con la F07 Xerox ufficiale) e la vittoria di Xaus in Spagna, la stagione della Ducati si chiude con un bilancio negativo.
Anche a causa della sfortuna, i piloti ufficiali chiudono al 4º e al 7º posto in classifica generale. Il campionato costruttori viene invece vinto dalla Yamaha seguita dalla Honda; solo terza la Ducati.
Dal campionato 2008, la Ducati ha deciso di mandare in pensione la vincente ma obsoleta 999, il cui testimone è stato raccolto dalla Ducati 1098.
In totale la 999, nelle sue varie versioni ed evoluzioni, ha preso parte a 120 gare del mondiale superbike, ottenendo in tutto 63 vittorie, ossia oltre la metà delle corse a cui ha preso parte. Questo le ha garantito di vincere 3 campionati piloti e 3 campionati costruttori sui 5 a cui ha partecipato.